# Нечкінське сільське поселення
Не́чкінське сільське поселення — муніципальне утворення в складі Сарапульського району Удмуртії, Росія. Адміністративний центр — село Нечкіно.
Населення становить 1665 осіб (2019, 1769 у 2010, 1789 у 2002).

## Склад
До складу поселення входять такі населені пункти:
| Населений пункт     | Населення, осіб (2010) | Населення, осіб (2012) |
| ------------------- | ---------------------- | ---------------------- |
| Горбуново, присілок | 64                     | 71                     |
| Дуванак, присілок   | 0                      | -                      |
| Лагуново, село      | 367                    | 365                    |
| Нечкіно, село       | 1067                   | 1071                   |
| Юріха, присілок     | 291                    | 262                    |

В поселенні діють 3 школи (Лагуново, Нечкино, Юриха), 3 садочки (Лагуново, Нечкино, Юриха), 2 бібліотеки, 3 клуби, лікарня та фельдшерсько-акушерський пункт.